# 數據安全
数据安全（英語：Data security）是指人們採取各種措施保护數碼資料的安全（例如数据库中的数据），如不讓数据库中的数据受到破坏性影响以及不讓數據受到未经授权的用户行为的影响，如网络攻击以及数据泄露。